# Joaquín Vaquero Turcios
Joaquín Vaquero Turcios (Madrid, 24 de mayo de 1933-Santander, 16 de marzo de 2010) fue un pintor, escultor, arquitecto y profesor español.

## Trayectoria
Madrileño de nacimiento pero también asturiano de adopción, su primera infancia transcurrió en Oviedo, de donde era oriundo su padre, el también arquitecto y pintor Joaquín Vaquero Palacios, que le inició muy pronto artísticamente comenzando a trabajar como dibujante para la Revista Nacional de Arquitectura en 1947. En 1950 realizó su primera exposición de pintura en la Galería Nacional de Bellas Artes en Madrid. Se trasladaría a Roma, donde viviría diecisiete años, estudiando allí arquitectura entre 1950 y 1957 y quedando marcada su formación.

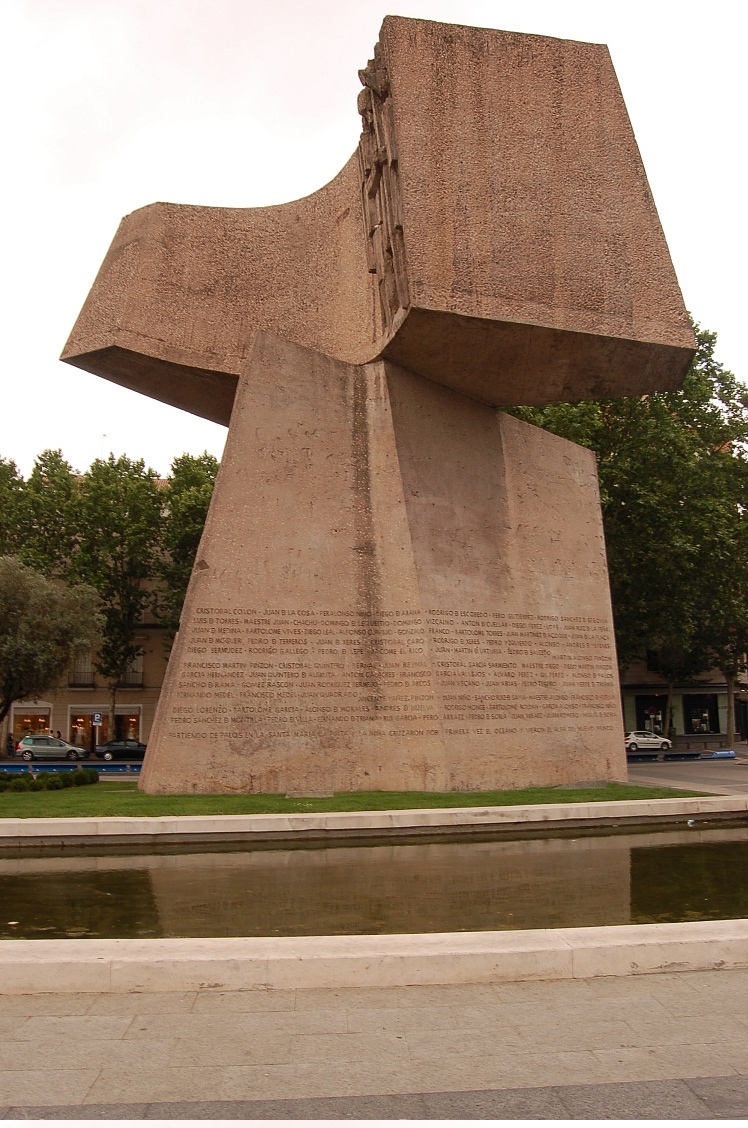
Monumento al Descubrimiento de América (1977) en la Plaza de Colón de Madrid.

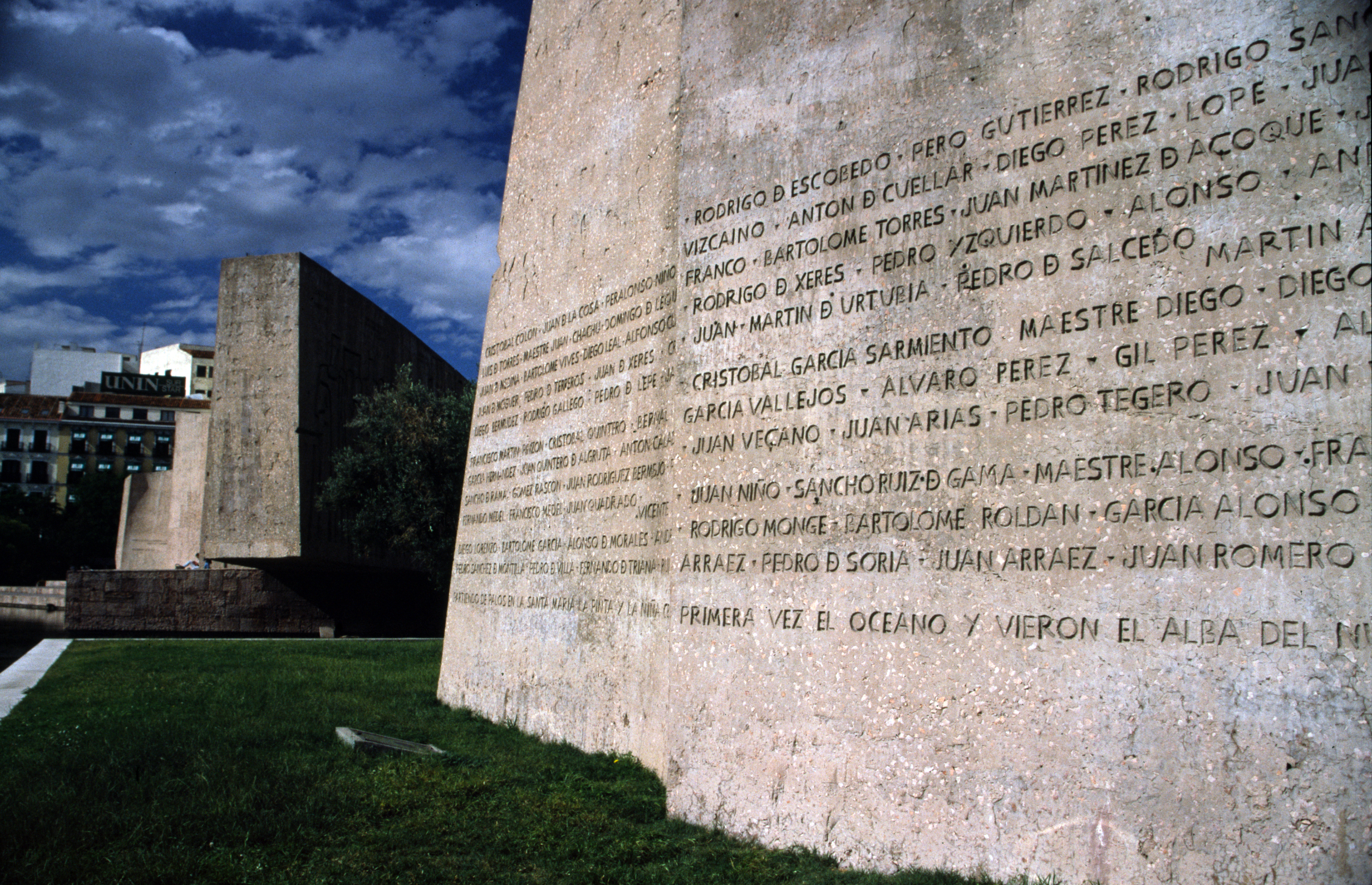
Detalle de El Descubrimiento, al fondo, El Génesis, Plaza de Colón, Madrid.

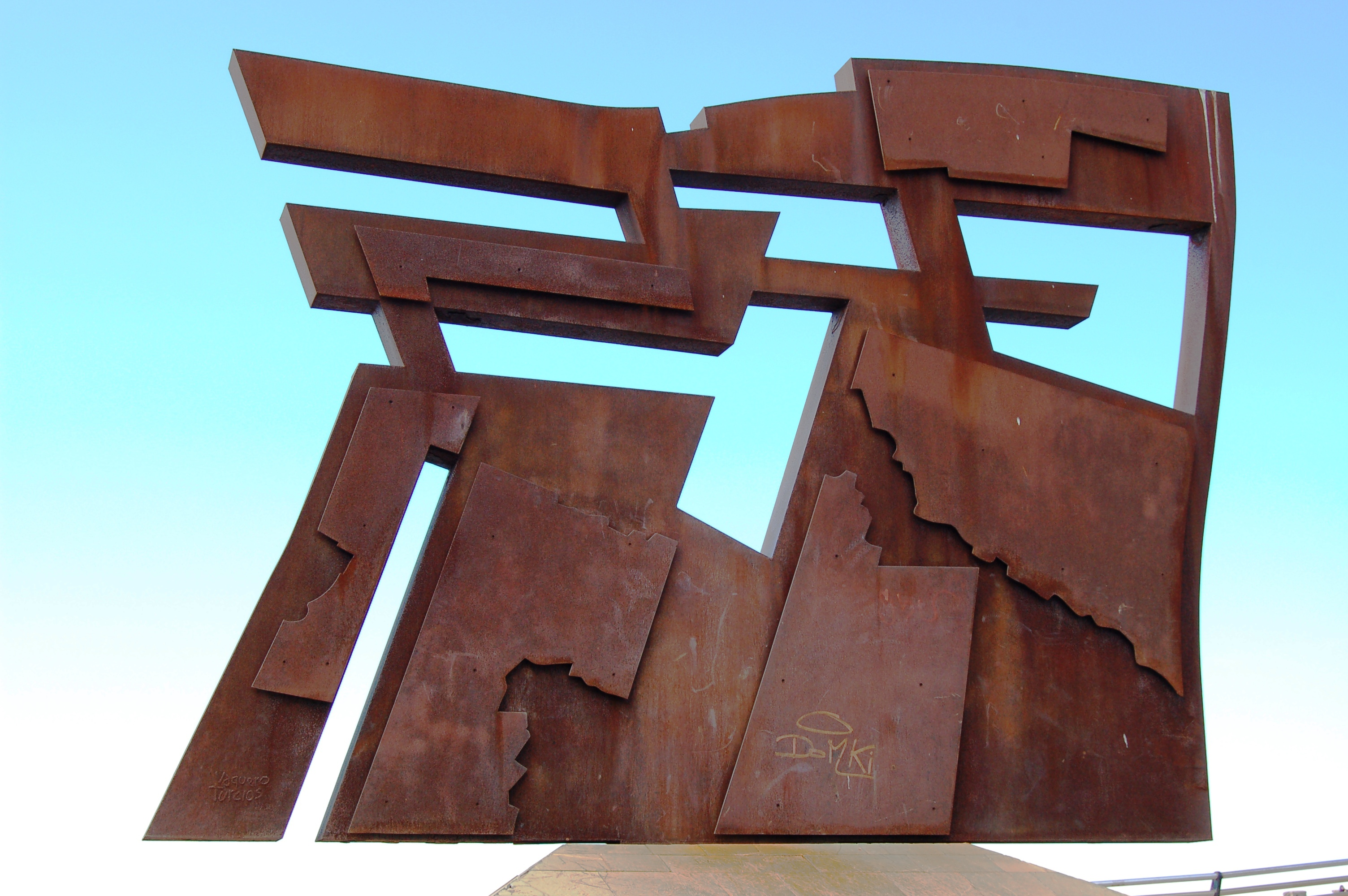
Escultura Nordeste, en el barrio de Cimadevilla de Gijón, Asturias.

Con 22 años, participa junto a su padre en la decoración de la presa y central de Grandas de Salime, Asturias, donde realiza dos grandes murales. El primero, de 50 m, en conjunción con su progenitor, conocido como La chispa, representa una descarga eléctrica entre dos bornes y el segundo, de 60 X 5 m, obra íntegramente suya en la sala de turbinas, narra la compleja historia del proceso de construcción de la presa, desde el inicio, cuando su abuelo Narciso Hernández Vaquero, entonces responsable de Hidroeléctrica del Cantábrico durante la construcción de la presa, que llega a caballo al pueblo de Grandas de Salime. Adicionalmente, proyectó el mirador colgante de hormigón, conocido como "boca de ballena".
En 1953 realiza su primera exposición individual en la galería Giardino, de Lugano. Su facilidad para alternar la pintura con el muralismo, el grabado o la escultura, al tiempo que hombre culto y viajero, le permitió incorporar este bagaje a su obra, alternando elementos de la cultura clásica con los países que conoció y donde residió, como el caso de la América Central, a él tan cercana por ser su madre, Rosa Turcios Darío, sobrina del poeta nicaragüense Rubén Darío o las ciudades de París y Nueva York, aprovechando para exponer en sus exposiciones universales. 
Entre sus pinturas murales, además de las de la central hidroeléctrica de Grandas de Salime, destacan el Viacrucis de la Iglesia de los Sagrados Corazones, de Madrid, y las situadas en el pequeño Museo de Arquitectura del Real Monasterio de El Escorial donde se representa a Felipe II con una rosa en la mano, símbolo de la arquitectura, del año 1963, las del pabellón español de la Feria Mundial de Nueva York (1964), las del Teatro Real de Madrid (1967), las del aeropuerto de Barajas (1968), las del edificio de La Unión y el Fénix en Madrid (1970) o las del Laocoonte de la Fundación Juan March (1975), además de las del Edificio ITT Europe en Bruselas, en la Universidad de Córdoba, las oficinas del Insalud en Oviedo (1991), el Auditorio Príncipe Felipe de Oviedo (1996) o las del aeropuerto de Palma de Mallorca.
En cuanto a sus esculturas erigidas en la ciudad donde nació, el monumento de 1972 situado en el Cuartel de la Montaña, en  recuerdo de los que murieron allí, compuesto por una figura de bronce que representa el cuerpo de un hombre mutilado, colocada en el centro de un paredón construido en forma de sacos terreros, el Monumento al Descubrimiento de América, de 1977, un conjunto de tres macroesculturas de hormigón compuesto por áridos rojos de Alicante, llamadas respectivamente Las profecías, La génesis y El Descubrimiento, con relieves e inscripciones que narran el viaje y las profecías que lo anticiparon, con palabras de Séneca, San Isidoro o los mayas y el monumento en Homenaje a Goya, situado en el Parque del Oeste. 
Aunque la votación popular había escogido una obra de Vaquero Turcios en el concurso para una escultura en honor a Francesc Macià, al final, la obra que se erigió en la plaza de Cataluña de Barcelona en 1983 fue de Subirachs.
Vaquero Turcios hizo la escultura Cauce de energía, conocida popularmente como el 'Cuélebre' en la autopista "Y" en Asturias o la Nordeste de Cimadevilla.
Diseñó la envolvente exterior para la reforma del Estadio El Molinón de Gijón que se concluyó en 2011.
Como profesor, dio numerosas conferencias y cursos de arte e impartió clases de doctorado en la Universidad Complutense de Madrid, además de profesor asociado de la Escuela Superior de Bellas Artes de Madrid.
Fue un creador artístico multidisciplinar y, según sus propias palabras: "el arte tiene mil caminos, y a mí me interesan todos". Su obra puede contemplarse además en muchas ciudades del mundo, como el caso del Museo Nacional Centro de Arte Reina Sofía en Madrid, Centre Pompidou en París, Museo Nacional de Ciudad del Cabo, Cleveland Museum of Art, Rochester Memorial Art Museum, Flint Institute of Arts en Flint (Michigan), Museo de Bellas Artes de Bilbao, Fundación Juan March, en Madrid, Museos Vaticanos en la Ciudad del Vaticano o Museo Jean Arp de Arte Moderno en Locarno.
Casado con la poetisa cántabra Mercedes Ibáñez Novo, tuvo cuatro hijos, uno de los cuales, Tomás Vaquero (1975) también es pintor.

## Libros
Ha escrito:
- Vaquero Turcios frente al arquetipo, editado por la Junta de Castilla y León, 1996, ISBN 9788478465576, 136 páginas.
- Maestros subterráneos, Ediciones Celeste, 1996 ISBN 9788487553707, 232 páginas, sobre las técnicas del arte paleolítico, del que era gran aficionado y experto.

Y también prestó sus ilustraciones para libros como el caso de la edición para bibliófilos de La Divina Comedia de Dante. Ed. Biblioteca Nueva.

## Premios y reconocimientos
- Medalla de oro de la Bienal de Salzburgo (1957)
- Medalla del Senado de la República Italiana (1959)
- Primer Premio de Pintura de la III Bienal de París (1963)
- Premio de Grabado del Museo de Budapest
- Beca de Especialista del Institute of International Education de Nueva York (1968)
- Premio del Ministerio de Cultura de España en el concurso de cartones para la Real Fábrica de Tapices de Madrid (1980)
- Primer Premio en el Concurso Internacional para el monumento al Presidente Maciá en Barcelona (1983)
- Miembro de la Accademia Fiorentina delle Arti del Disegno
- Académico de Número de la Real Academia de Bellas Artes de San Fernando en Madrid (1998)